# Chalk Zone – Die Zauberkreide
Chalk Zone – Die Zauberkreide (Schweiz: Rudis Zauberkreide) ist eine amerikanische Zeichentrickserie von Nickelodeon. Hergestellt wurde sie von den Frederator Studios und der kanadischen Animationsfirma CINAR. Die Serie lehnt sich lose am Zeichentrickfilm Simon in the Land of Chalk Drawings aus dem Jahr 1974 an.
Rudy, die Hauptfigur findet eines Tages eine Zauberkreide, die ihm den Zutritt zur magischen Kreidewelt hinter der Schiefertafel ermöglicht, wo alles landet, was jemals von Tafeln weggewischt wurde, und in der alles, was man mit der Zauberkreide zeichnet, zum Leben erwacht. Sein Geheimnis erzählt er nur seiner Freundin Penny Sanchez. In der Kreidewelt trifft er jeweils den Superhelden Snap vom Planeten Snap. Zusammen bekämpfen sie allerlei Monster und bestehen viele Abenteuer.
Die erste Staffel beinhaltete nur sechs Episoden, die 2002 ausgestrahlt wurden. Die zweite Staffel hatte mehr Episoden und kam ab 2003 im Fernsehen. In der Schweiz lief die Serie in einer schweizerdeutsch synchronisierten Version auf SRF zwei. In den USA kam auch ein Soundtrack-Album zur Serie raus namens In The Zone (nicht zu verwechseln mit dem gleichnamigen Album von Britney Spears).

## Produktion
Chalk Zone feierte seine Premiere bei Oh Yeah! Cartoons. Das Projekt diente als Testfläche für neu entwickelte Serien, um die Resonanz darauf zu prüfen und so zu erfahren, ob das Potenzial zur Weiterentwicklung besteht. Hier wurden unter anderem die ersten Kurzfilme zu Cosmo & Wanda oder Invader Zim vorgestellt. Auch Chalk Zone erhielt eine positive Rückmeldung und wurde zur eigenständigen Serie.
Diese entstand als Koproduktion zwischen den Federator Studios, den Nickelodeon Animation Studios und Nicktoons Productions nach einer Idee von Bill Burnett und Larry Huber. Der Animationsprozess unterlag den Studios Rough Draft und Nickelodeon Animation. Hier wurden traditionell handgezeichnete Elemente mit den digitalen Möglichkeiten der frühen 2000er Jahre kombiniert.
Die Musik zur Serie wurde von Ideengeber Bill Burnett komponiert.

## Charaktere
- Rudy Tabootie ist ein kleiner, scheuer Junge aus Plainsville, einer fiktiven Stadt. In der Chalk Zone wächst er über sich hinaus und wird regelmäßig zum Helden, vor allem dank seines großen Zeichentalents.
- Snap ist ein kleinwüchsiger Superheld vom Planeten Snap und schon seit langem ein beliebtes Zeichenmotiv von Rudy. Dank der Zauberkreide wurde er lebendig und ist seither auch Rudys bester Freund. Snap ist furchtlos und heldenmutig, aber stets freundlich.
- Penny Sanchez ist die beste Freundin von Rudy. Sie ist das Mathematikgenie ihrer Klasse und kann Rudy oft dabei helfen, Probleme zu lösen, da sie einiges vernünftiger und überlegter ist als er. Außer Rudy ist sie die einzige reale Person, die nach Chalk Zone kommt.
- Joe Tabootie ist Rudys Vater, ein großer, freundlicher Metzger. Er versteht nicht, wieso sich sein Sohn so sehr fürs Malen begeistert. Es wäre ihm lieber, wenn er später auch Metzger würde. Aber er mag seinen Sohn auch so.
- Mildred Tabootie ist die dicke Mutter von Rudy. Sie ist Herausgeberin der Klatschkolumne und eine lebenslustige, überschwängliche Person.
- Schlägertyp Schmitt ist der Schulrowdy und geht mit Rudy und Penny in dieselbe Klasse. Er ärgert vor allem Rudy, Penny und andere Schwächere. Er nennt Rudy immer Cartoony.
- Horace T. Wilter ist der Klassenlehrer von Rudys Klasse. Er ist streng, cholerisch und hat einen geradezu krankhaften Hass auf Cartoons.

## Synchronisation
| Rolle               | Englischer Sprecher | Deutscher Sprecher                                   |
| ------------------- | ------------------- | ---------------------------------------------------- |
| Rudy Tabootie       | Elizabeth Daily     | Patrick Baehr (bis 3x01) Maximilian Artajo (ab 3x02) |
| Snap                | Candi Milo          | Sabine Manke                                         |
| Penny Sanchez       | Hynden Walch        | Millie Forsberg                                      |
| Joe Tabootie        | Jess Harnell        | Hans-Jürgen Dittberner                               |
| Mildred Tabootie    | Miriam Flynn        | Rita Engelmann                                       |
| Horace T. Wilter    | Robert Cait         | Stefan Staudinger                                    |
| Schlägertyp Schmitt | Candi Milo          | Jesco Wirthgen                                       |

## Episodenliste
Die deutschsprachige Erstausstrahlung erfolgte beim Sender Nick.
| Nummer (gesamt) | Nummer (gesamt) | Nummer (Staffel) | Nummer (Staffel) | Originaltitel (englisch) | Deutscher Titel             | Erstausstrahlung (Deutschland) |
| --------------- | --------------- | ---------------- | ---------------- | ------------------------ | --------------------------- | ------------------------------ |
| 1               | a               | 1                | a                | Rudy’s First Adventure   | Das erste Abenteuer         | 30. Januar 2006                |
| 1               | b               | 1                | b                | Rudy’s Story             | Spinnen-Horror              | 28. Januar 2008                |
| 1               | c               | 1                | c                | Bushel Full Of Yum       | Bushel Full Of Yum          | 17. Juni 2006                  |
| 2               | a               | 2                | a                | French Fry Falls         | An den Pommes-frites-Fällen | 30. Januar 2006                |
| 2               | b               | 2                | b                | Gift Adrift              | Ein saustarkes Geschenk     | 25. März 2006                  |
| 2               | c               | 2                | c                | Amazin River             | Die große Flussfahrt        | 1. Juli 2006                   |
| 2               | d               | 2                | d                | Escucha mi corazon       | Escucha mi Corazon          | 31. Januar 2008                |
| 3               | a               | 3                | a                | The Skrawl               | Kritzlers Meisterleistung   | 6. Februar 2006                |
| 3               | b               | 3                | b                | Pie Day                  | Der Kuchentag               | 28. April 2008                 |
| 3               | c               | 3                | c                | Secret Passages          | Der Geheimgang              | 22. Mai 2006                   |
| 3               | d               | 3                | d                | We’re In The Zone        | In der Zauberzone           | 28. April 2008                 |
| 4               | a               | 4                | a                | Snapmobile               | Das Snap-Mobil              | 31. Januar 2006                |
| 4               | b               | 4                | b                | Rudy’s Date              | Die geklaute Formel         | 29. Januar 2008                |
| 4               | c               | 4                | c                | Future Zone              | Zukunftsmusik               | 24. Juni 2006                  |
| 4               | d               | 4                | d                | Mumbo Jumbo Jump         | Mumbo Jumbo Jump            | 29. Januar 2008                |
| 5               | a               | 5                | a                | Snap Out Of Water        | Verkehrte Welt              | 3. Februar 2006                |
| 5               | b               | 5                | b                | Two Left Feet            | Zwei linke Füße             | 1. Februar 2008                |
| 5               | c               | 5                | c                | Rudus Tabootus           | Rudus Tabutus               | 1. Juli 2006                   |
| 5               | d               | 5                | d                | All Day Jam              | All Day Jam                 | 1. Februar 2008                |
| 6               | a               | 6                | a                | The Wiggies              | Die Durchdreher kommen!     | 1. Februar 2006                |
| 6               | b               | 6                | b                | Rapunzel                 | Rapunzel                    | 30. Januar 2008                |
| 6               | c               | 6                | c                | Hair To Stay             | Schnauzbart zugelaufen      | 24. Juni 2006                  |
| 6               | d               | 6                | d                | Comin’ To Life           | Comin’ To Life              | 30. Januar 2008                |

| Nummer (gesamt) | Nummer (gesamt) | Nummer (Staffel) | Nummer (Staffel) | Originaltitel (englisch)         | Deutscher Titel                  | Erstausstrahlung (Deutschland) |
| --------------- | --------------- | ---------------- | ---------------- | -------------------------------- | -------------------------------- | ------------------------------ |
| 7               | a               | 1                | a                | Hole In The Wall                 | Das Loch in der Mauer            | 7. Februar 2006                |
| 7               | b               | 1                | b                | The Terrible Two-And-A-Halfs     | Baby von Bord                    | 29. April 2008                 |
| 7               | c               | 1                | c                | Super Heroe Snap                 | Snap, der Superheld              | 22. Mai 2006                   |
| 7               | d               | 1                | d                | I’m Back and I’m Bluer than Ever | I’m Back and I’m Bluer than Ever | 29. April 2008                 |
| 8               | a               | 2                | a                | Disappearing Act                 | Verhext und Verschwunden         | 8. Februar 2006                |
| 8               | b               | 2                | b                | Portable Portal                  | Das tragbare Portal              | 8. Februar 2006                |
| 8               | c               | 2                | c                | Snap On Tour                     | Snap auf Tour                    | 23. Mai 2006                   |
| 8               | d               | 2                | d                | Making Faces                     | Durchs Gesicht gefahren          | 30. April 2008                 |
| 9               | a               | 3                | a                | Waste Mountain                   | Der Müllberg                     | 9. Februar 2006                |
| 9               | b               | 3                | b                | Madcap Snap                      | Die falschen Snaps               | 6. Juni 2009                   |
| 9               | c               | 3                | c                | What’s My Line                   | Die Spaß-Linie                   | 24. Mai 2006                   |
| 9               | d               | 3                | d                | Putting On The Dog               | Auf den Hund gekommen            | 6. Juni 2009                   |
| 10              | a               | 4                | a                | Pop Goes The Balloon             | Der geplatzte Ballon             | 10. Februar 2006               |
| 10              | b               | 4                | b                | Snap Builds His Dream House      | Snap baut sein Traumhaus         | 7. Juni 2009                   |
| 10              | c               | 4                | c                | Fireplug Ballet                  | Das Ballett der Hydranten        | 25. Mai 2006                   |
| 10              | d               | 4                | d                | There You Are                    | Da bist du ja!                   | 7. Juni 2009                   |
| 11              | a               | 5                | a                | The Heist                        | Der Überfall                     | 13. Februar 2006               |
| 11              | b               | 5                | b                | Battle Of The Hands              | Kampf der Kreiden                | 11. Februar 2008               |
| 11              | c               | 5                | c                | Chocolate Brunch                 | Die Schoko-Mahlzeit              | 26. Mai 2006                   |
| 11              | d               | 5                | d                | Oh My My                         | Oh My My                         | 11. Februar 2008               |
| 12              | a               | 6                | a                | The Smooch                       | Der Knutsch-Vogel                | 15. Februar 2006               |
| 12              | b               | 6                | b                | Power Play                       | Die Super-Maschine               | 12. Februar 2008               |
| 12              | c               | 6                | c                | All The Way To The Top           | All The Way To The Top           | 29. Mai 2006                   |
| 13              | a               | 7                | a                | Pumpkin Love                     | Verliebt in einen Kürbis         | 16. Februar 2006               |
| 13              | b               | 7                | b                | Snap’s Nightmare                 | Snaps Albtraum                   | 13. Februar 2008               |
| 13              | c               | 7                | c                | Irresistible                     | Snap – einfach unwiderstehlich!  | 30. Mai 2006                   |
| 13              | d               | 7                | d                | Please Let Me In                 | Please Let Me In                 | 13. Februar 2008               |
| 14              | a               | 8                | a                | Chalk Queen                      | Die Kreide-Königin               | 17. Februar 2006               |
| 14              | b               | 8                | b                | Cleo’s Secret                    | Kleopatras Geheimnis             | 14. Februar 2008               |
| 14              | c               | 8                | c                | Snap’s Wishy Washout             | Drei Wünsche frei                | 31. Mai 2006                   |
| 14              | d               | 8                | d                | Chunky                           | Chunky                           | 14. Februar 2008               |

| Nummer (gesamt) | Nummer (gesamt) | Nummer (Staffel) | Nummer (Staffel) | Originaltitel (englisch)       | Deutscher Titel                | Erstausstrahlung (Deutschland) |
| --------------- | --------------- | ---------------- | ---------------- | ------------------------------ | ------------------------------ | ------------------------------ |
| 15              | a               | 1                | a                | Draw And Let Draw              | Zeichnen und Zeichnen Lassen   | 20. Februar 2006               |
| 15              | b               | 1                | b                | The Towering Wilter            | Sechs und Setzen!              | 15. Februar 2008               |
| 15              | c               | 1                | c                | Snapsheebah                    | Die Blümchen-Show              | 1. Juni 2006                   |
| 15              | d               | 1                | d                | Flashlight                     | Flashlight                     | 15. Februar 2008               |
| 16              | a               | 2                | a                | Taffy                          | Das rosa Grauen                | 21. Februar 2006               |
| 16              | b               | 2                | b                | Follow The Bouncing Bag        | Verfolgung durch zwei Welten   | 18. Februar 2008               |
| 16              | c               | 2                | c                | Nighty Note Snap               | Mitternachtskonzert            | 2. Juni 2006                   |
| 16              | d               | 2                | d                | Dream A Lotta                  | Dream a Lotta                  | 18. Februar 2008               |
| 17              | a               | 3                | a                | Lost In Chalk                  | In der Zwickmühle              | 22. Februar 2006               |
| 17              | b               | 3                | b                | Asleep At The Chalk            | Schlaflos in der Kreide        | 19. Februar 2008               |
| 17              | c               | 3                | c                | If You Can’t Beat ’Em, Eat ’Em | Iss mich!                      | 5. Juni 2006                   |
| 17              | d               | 3                | d                | Scat                           | Scat                           | 19. Februar 2008               |
| 18              | a               | 4                | a                | Water Water Everywhere         | Das Lach-Wasser                | 23. Februar 2006               |
| 18              | b               | 4                | b                | RV Having Fun Yet              | Das singende Wohnmobil         | 20. Februar 2008               |
| 18              | c               | 4                | c                | The Doofi                      | Die Doofi-Doppelgänger         | 6. Juni 2006                   |
| 18              | d               | 4                | d                | Lollipoppian Rhapsody          | Lollipoppian Rhapsody          | 20. Februar 2008               |
| 19              | a               | 5                | a                | That Thing You Drew            | Was Malte malte                | 24. Februar 2006               |
| 19              | b               | 5                | b                | That Sinking Feeling           | Rache-Späße                    | 21. Februar 2008               |
| 19              | c               | 5                | c                | Insect Aside                   | In der Insekten-Bar            | 21. Februar 2008               |
| 20              | a               | 6                | a                | Let’s Twister Again            | Die Wirbelwind-Plage           | 27. Februar 2006               |
| 20              | b               | 6                | b                | Legend Of The Golden Worms     | Märchen-Zaubereien             | 22. Februar 2008               |
| 20              | c               | 6                | c                | Beanie Boys to Men             | Die Spionage-Fliege            | 8. Juni 2006                   |
| 20              | d               | 6                | d                | Good to Go                     | Good to Go                     | 22. Februar 2008               |
| 21              | a               | 7                | a                | Double Trouble                 | Ärger mit dem Doppelgänger     | 1. März 2006                   |
| 21              | b               | 7                | b                | Midnight Train                 | Midnight Train                 | 26. Februar 2008               |
| 22              | a               | 8                | a                | Mother Tongue                  | Zungenbrecher                  | 2. März 2006                   |
| 22              | b               | 8                | b                | Going Exeballistic             | Augapfel-Ausflug               | 27. Februar 2008               |
| 22              | c               | 8                | c                | The Ballad Of Tofu             | Die Tofu-Ballade               | 13. Juni 2006                  |
| 22              | d               | 8                | d                | Golden Thumb                   | Golden Thumb                   | 27. Februar 2008               |
| 23              | a               | 9                | a                | Indecent Exposure              | Die Enthüllungs-Story          | 28. Februar 2006               |
| 23              | b               | 9                | b                | Big Fat Chalk                  | Kreideweiße Hochzeit           | 25. Februar 2008               |
| 23              | c               | 9                | c                | Rap A Present                  | Geschenk für die Dame          | 9. Juni 2006                   |
| 23              | d               | 9                | d                | Greetings From Greenland       | Greetings from Greenland       | 25. Februar 2008               |
| 24              | a               | 10               | a                | Skrawls Brain                  | Der Milchreis ruft             | 3. März 2006                   |
| 24              | b               | 10               | b                | The Bog Loo                    | Das Unterwelt-Klo              | 28. Februar 2008               |
| 24              | c               | 10               | c                | Duck Snap Duck                 | Die Enten-Olympiade            | 14. Juni 2006                  |
| 24              | d               | 10               | d                | The Happiest Song in the World | The Happiest Song in the World | 28. Februar 2008               |
| 25              | 25              | 11               | 11               | The Big Blow Up (1)            | Das große Fliegen (1)          | 6. März 2008                   |
| 26              | 26              | 12               | 12               | The Big Blow Up (2)            | Das große Fliegen (2)          | 7. März 2008                   |
| 27              | a               | 13               | a                | The Smudges                    | Die Schmiergeister             | 6. März 2006                   |
| 27              | b               | 13               | b                | Tiny Pirate Problem            | Ein winziges Piratenproblem    | 29. Februar 2008               |
| 27              | c               | 13               | c                | Curse Of The Werefrog          | Der Wer-Frosch                 | 15. Juni 2006                  |
| 27              | d               | 13               | d                | Magic Carpet Ride              | Magic Carpet Ride              | 29. Februar 2008               |
| 28              | a               | 14               | a                | Howdy Rudy                     | Die Talent-Show                | 7. März 2006                   |
| 28              | b               | 14               | b                | Attack Of The Rudisaurus       | Attacke des Rudysaurus         | 3. März 2008                   |
| 28              | c               | 14               | c                | The Really Big Talent Surch    | Monster gesucht!               | 16. Juni 2006                  |
| 28              | d               | 14               | d                | Livin’ It Up                   | Livin’ It Up                   | 3. März 2008                   |
| 29              | 29              | 15               | 15               | When Santas Collide            | Das Weihnachtsmann-Chaos       | 28. April 2006                 |

| Nummer (gesamt) | Nummer (gesamt) | Nummer (Staffel) | Nummer (Staffel) | Originaltitel (englisch)                    | Deutscher Titel                    | Erstausstrahlung (Deutschland) |
| --------------- | --------------- | ---------------- | ---------------- | ------------------------------------------- | ---------------------------------- | ------------------------------ |
| 30              | a               | 1                | a                | Purple Haze                                 | Die lila Wolke                     | 8. März 2006                   |
| 30              | b               | 1                | b                | No Place Like Home                          | Verschleppt nach Küchenschabia     | 4. März 2008                   |
| 30              | c               | 1                | c                | Disaster Park                               | Im Katastrophenpark                | 19. Juni 2006                  |
| 30              | d               | 1                | d                | I Need A Song                               | I Need A Song                      | 4. März 2008                   |
| 31              | a               | 2                | a                | Do The Twitch                               | Die Tanzmaschine                   | 9. März 2006                   |
| 31              | b               | 2                | b                | Day Of The Living Mall                      | Das Monster-Einkaufszentrum        | 7. April 2008                  |
| 31              | c               | 2                | c                | Bulky Blocky                                | Zwei Flaschen auf Reisen           | 20. Juni 2006                  |
| 31              | d               | 2                | d                | Piece O’ Cake                               | Piece O’ Cake                      | 7. April 2008                  |
| 32              | a               | 3                | a                | School Of Destruction                       | Rudys Rock-Konzert                 | 10. März 2006                  |
| 32              | b               | 3                | b                | Family Von Snap                             | Familie Von Snap                   | 8. April 2008                  |
| 32              | c               | 3                | c                | Knight Plight                               | Kampf um den Gral                  | 21. Juni 2006                  |
| 32              | d               | 3                | d                | Earthmover                                  | Earthmover                         | 8. April 2008                  |
| 33              | a               | 4                | a                | Disarmed Rudy                               | Im Grusel-Labyrinth                | 2. Mai 2006                    |
| 33              | b               | 4                | b                | Poison Pen Letter                           | Der vergiftete Brief               | 9. April 2008                  |
| 33              | c               | 4                | c                | The Label Police                            | Die Etiketten-Polizei              | 20. Mai 2006                   |
| 33              | d               | 4                | d                | Too Much To Do                              | Too Much To Do                     | 9. April 2008                  |
| 34              | a               | 5                | a                | The Crush                                   | Total verknallt                    | 13. März 2006                  |
| 34              | b               | 5                | b                | The Gift Of Good Intentions                 | Die Hula-Badehose                  | 10. April 2008                 |
| 34              | c               | 5                | c                | Snapshots II                                | In der Kreidewildnis               | 20. Mai 2006                   |
| 34              | d               | 5                | d                | Go Pop                                      | Go Pop                             | 10. April 2008                 |
| 35              | a               | 6                | a                | The Quicksand Man                           | Der Treibsandmann                  | 14. März 2006                  |
| 35              | b               | 6                | b                | Vampire Cannibals                           | Die Vampir-Kannibalen von New York | 11. April 2008                 |
| 35              | c               | 6                | c                | Killer Breath                               | Mörderischer Atem                  | 27. Mai 2006                   |
| 35              | d               | 6                | d                | Time To Go Home                             | Time To Go Home                    | 11. April 2008                 |
| 36              | a               | 7                | a                | Reggie The Red                              | Die rote Zauberkreide              | 15. März 2006                  |
| 36              | b               | 7                | b                | Vincent Van Nogo                            | Die Sache mit dem Ohr              | 14. April 2008                 |
| 36              | c               | 7                | c                | Superhero Snap                              | Superheld Snap                     | 3. Juni 2006                   |
| 36              | d               | 7                | d                | It Is To Laugh                              | It Is To Laugh                     | 14. April 2008                 |
| 37              | a               | 8                | a                | Mellow Drama Falls                          | Stummfilmzeit                      | 16. März 2006                  |
| 37              | b               | 8                | b                | The White Board                             | Die Weißwandtafel                  | 15. April 2008                 |
| 37              | c               | 8                | c                | Journey To The Center Of The Yada Yada Yeti | Der Yada-Yada-Yeti                 | 3. Juni 2006                   |
| 37              | d               | 8                | d                | Doofus Penny’s Grand Opening                | Doofus Penny’s Grand Opening       | 15. April 2008                 |
| 38              | a               | 9                | a                | Brainy Bitsy                                | So ein Affentheater!               | 17. März 2006                  |
| 38              | b               | 9                | b                | Teacher’s Lounge                            | List im Lehrerzimmer               | 16. April 2008                 |
| 38              | c               | 9                | c                | 2:40                                        | Sekunden-Thriller                  | 10. Juni 2006                  |
| 38              | d               | 9                | d                | Mosquito                                    | Mosquito                           | 16. April 2008                 |
| 39              | a               | 10               | a                | Snap vs. Boorat                             | Angriff der Dunkelratte            | 20. März 2006                  |
| 39              | b               | 10               | b                | Calling Dr. Memory                          | In der Gedächtniskammer            | 17. April 2008                 |
| 39              | c               | 10               | c                | Snapsody in Blue                            | Gelbe Sonne, blauer Stern          | 10. Juni 2006                  |
| 39              | d               | 10               | d                | Let’s Go Wandering                          | Let’s Go Wandering                 | 17. April 2008                 |
| 40              | a               | 11               | a                | The Day Chalk Zone Stood Still              | Der boshafte Zeitgeist             | 11. Mai 2006                   |
| 40              | b               | 11               | b                | Bullsnap                                    | Stierischer Ärger                  | 25. September 2008             |
| 40              | c               | 11               | c                | Mine Alone                                  | Meine Mine                         | 17. Juni 2006                  |
| 40              | d               | 11               | d                | Let It Blow Away                            | Let It Blow Away                   | 21. März 2006                  |